# Effet mouton-chèvre
L'effet mouton-chèvre est une hypothèse utilisée en parapsychologie pour expliquer une différence statistique des résultats d'une expérience psi selon la croyance ou non des personnes testées. Ainsi, le groupe des « moutons » qui adhèrent à la croyance est censé obtenir de meilleurs résultats que celui des « chèvres » qui n'y croit pas.

## Historique
D'après le parapsychologue Mario Varvoglis, en 1942, Gertrude Schmeidler, professeur de psychologie pour la City University of New York, a utilisé un questionnaire sur des sujets de test pour connaître leur croyance concernant le psi. Elle appela ceux qui croyaient à l'existence du psi « moutons » et ceux qui pensaient que le psi n'existait pas « chèvre ». En comparant ces données avec les résultats d'un test psi avec les cartes de Zener, elle a conclu que les résultats obtenus étaient supérieurs au hasard pour les « moutons » et inférieurs pour les « chèvres ». Toujours selon le parapsychologue, une méta-analyse effectuée par Tony R. Lawrence en 1992, portant sur 73 expériences, confirme clairement l'effet.
Lawrence avait répertorié 73 recherches portant sur l'effet mouton-chèvre, impliquant 37 chercheurs. Les 73 études examinées comportaient plus de 685 000 essais réalisés par plus de 4 500 participants. Le nombre d’essais d’une étude allait de 140 à 50 000 essais (moyenne = 10 540 ; médiane 5 750). Le nombre des sujets impliqués dans une étude allait de 9 à 399, la plupart étant des étudiants.
Sur les 73 études, 18 d'entre elles, soit 24 % des études, montraient un effet mouton-chèvre, avec un seuil de 5 %. Lawrence avait effectué une méta-analyse des diverses études et trouvé qu’il n’y avait pas de relation générale entre la dimension de l’effet et le type de mesure employé, d’où il concluait que l’effet « chèvre-mouton » était « robuste » sans considération de la méthode utilisée pour sa mesure.
Cependant, les conclusions de Lawrence furent remises en cause notamment par Rex G. Stanford, qui fut président de la Parapsychological Association en 1973 et pour l'exercice 2005-2007 . Stanford estime que la méta-analyse a des limites et que Lawrence a sans doute négligé de tenir compte des biais qui peuvent apparaître dans ce type d'études et leur relation avec l'effet mesuré.

## Critiques
Pour Susan Blackmore, PhD en parapsychologie mais devenue « sceptique » et ancienne membre du comité exécutif du CSICOP, cet effet contribue à expliquer les croyances de certaines personnes (les moutons) au paranormal sans qu'il soit besoin de supposer l'existence véritable d'un phénomène paranormal.
Désignant par expérience parapsychologique une expérience que le sujet interprète comme impliquant quelque chose de paranormal ou parapsychologique, elle fait l'hypothèse « que les expériences parapsychologiques sont comparables aux illusions visuelles. L’expérience est bien réelle, mais son origine gît dans des processus internes et non dans des particularités du monde observable. »
Au sujet de l'explication de ces illusions par l'effet mouton-chèvre, elle ajoute : « cette conclusion ne peut s’appliquer à bien des catégories d’expérimentation parapsychologique, notamment celles dans lesquelles on ne donne pas de feedback et où on emploie des techniques sérieuses de randomisation. ». Il est donc essentiel de savoir comment une étude est menée pour déterminer si elle risque ou pas de présenter un effet mouton-chèvre.
Le laboratoire de zététique de l'université de Nice remarque, pour en avoir acheté plusieurs fois, que les cartes de Zener commerciales utilisées dans ces tests sont mal faites et que l'on peut les reconnaître de dos aisément. D'autre part, il juge que la méthode de méta-analyse proposée par Lawrence comporte de graves erreurs mathématiques.